# 荔枝角公園體育館

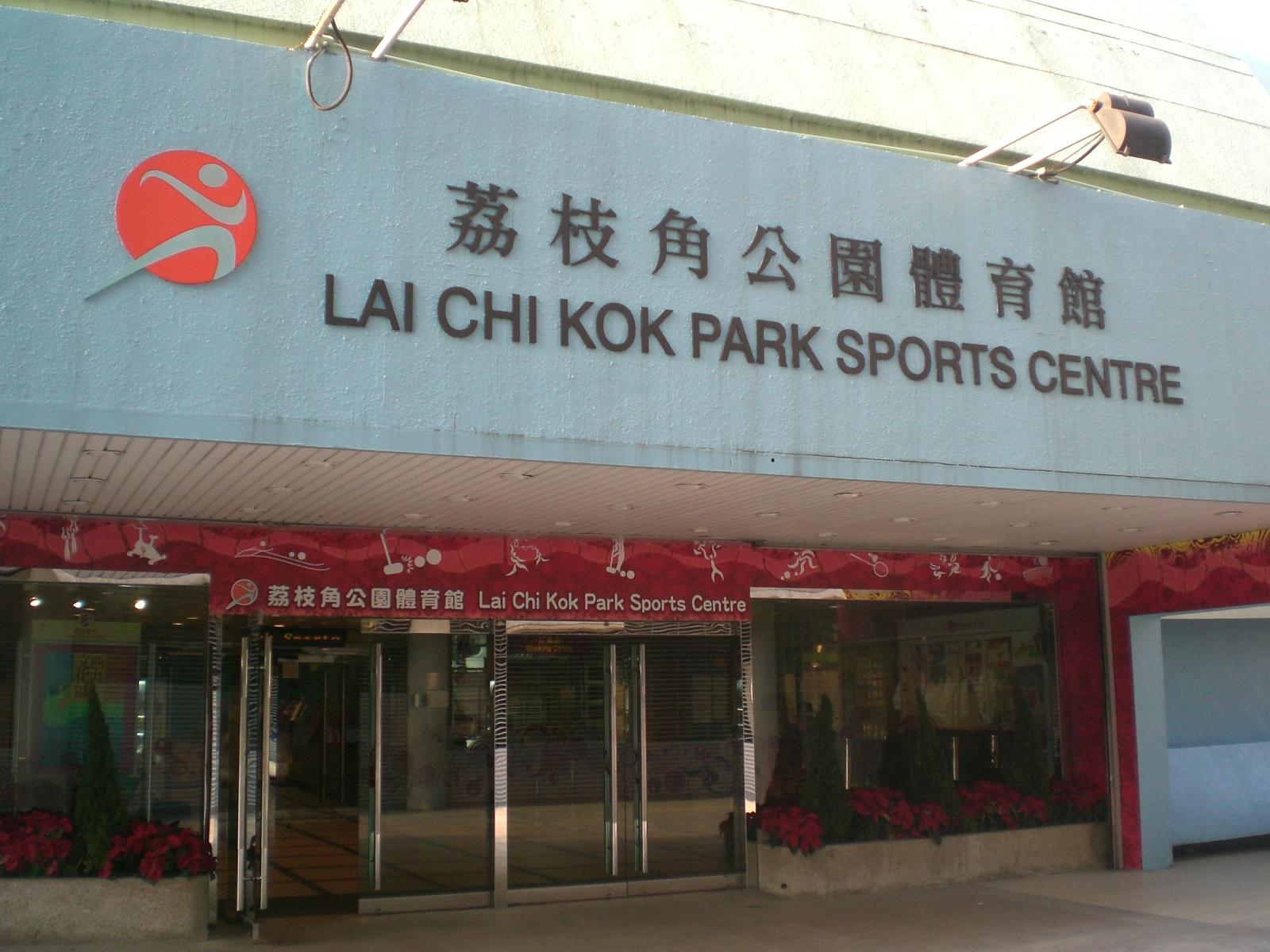
荔枝角公園體育館地面正門入口

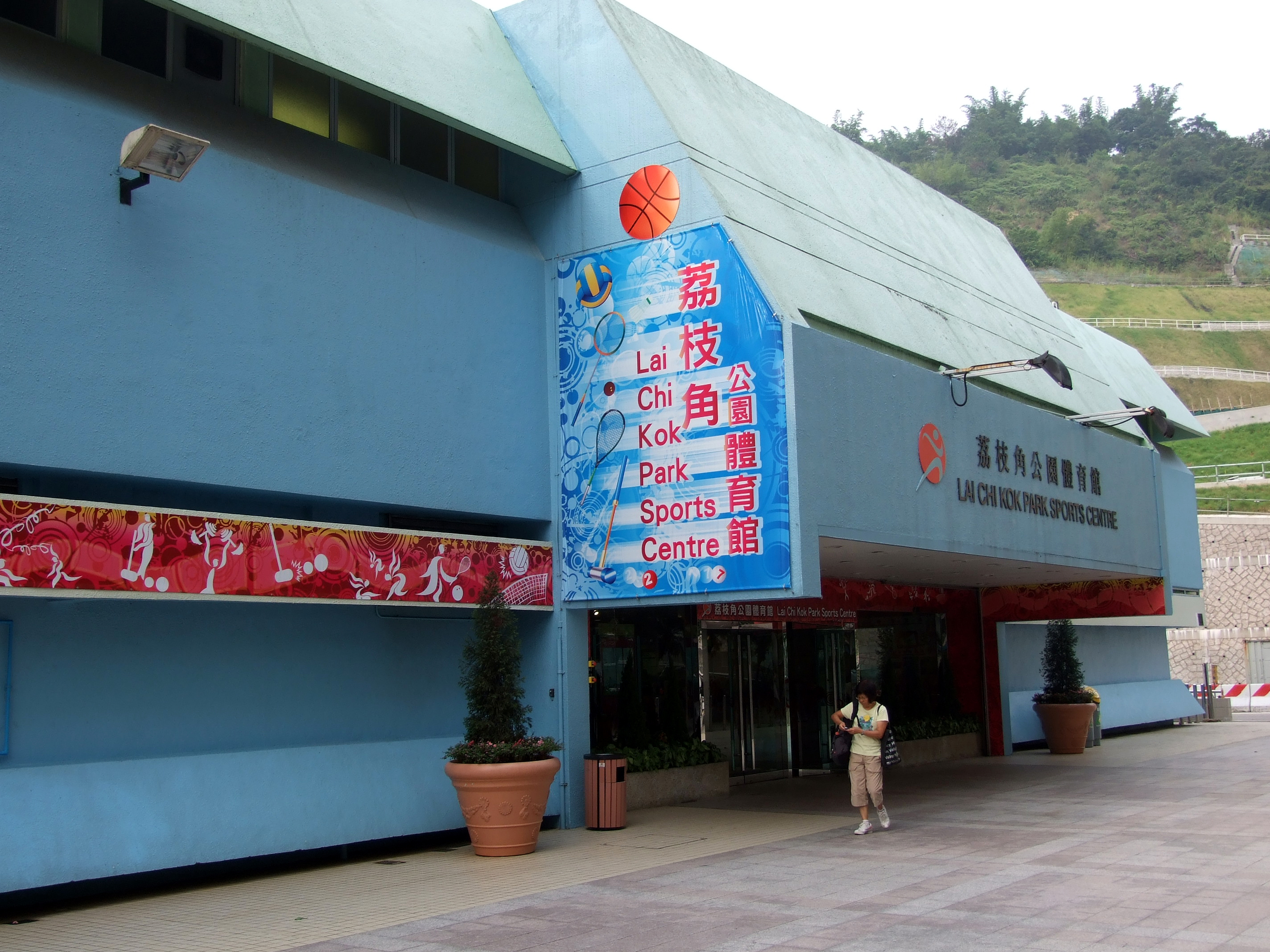
荔枝角公園體育館及臨近的荔灣道

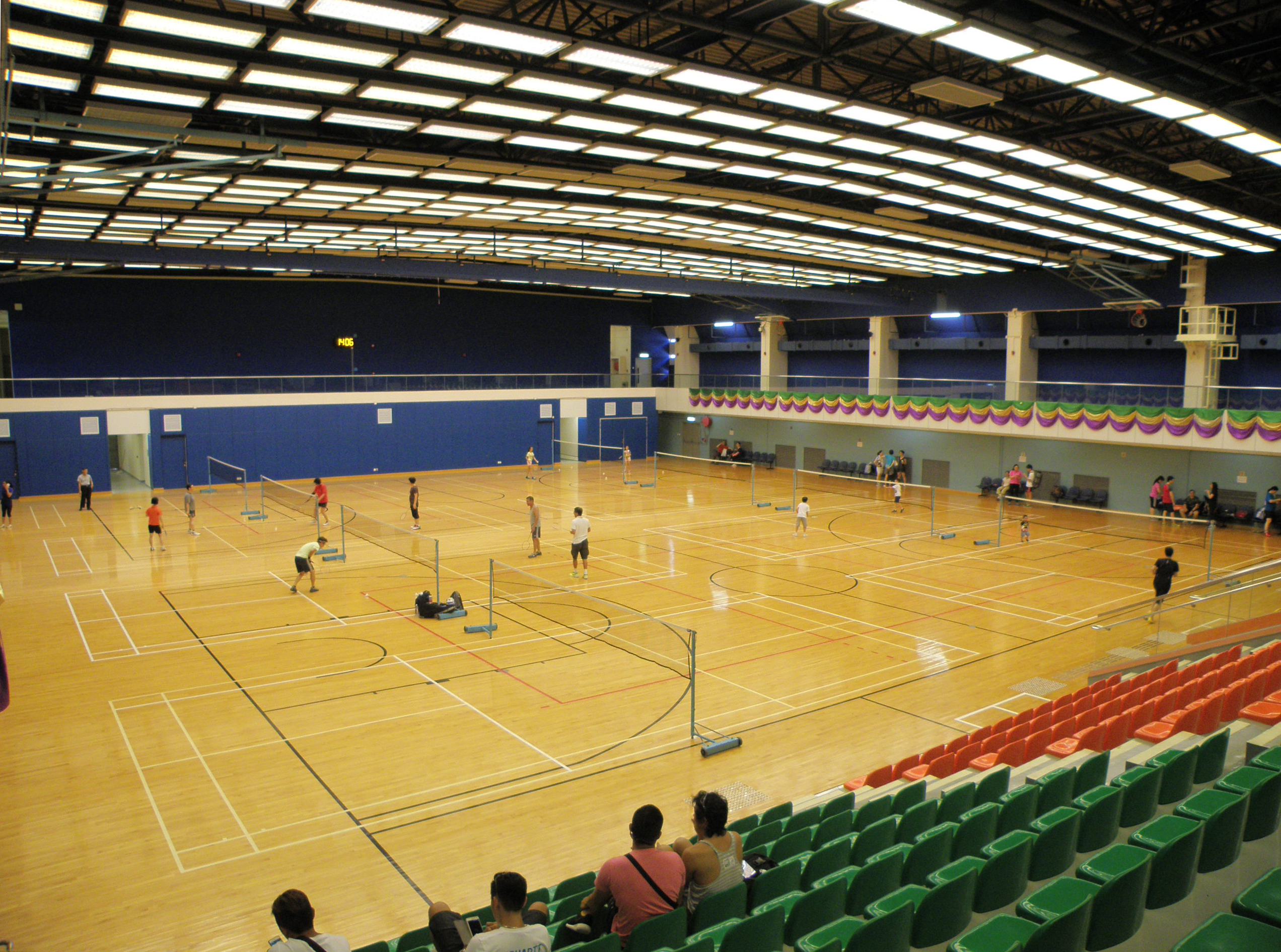
荔枝角公園體育館多用途主場

荔枝角公園體育館（英語：Lai Chi Kok Park Sports Centre），為一位於香港荔枝角荔枝角公園內之室內體育場館，由康樂及文化事務署管理。體育館毗鄰美孚新邨，乃荔枝角惟一一個公共室內體育場館。體育館於1983年4月6日啟用。

## 概述
荔枝角公園體育館是第2個於深水埗區內建成的室內運動場，僅晚於長沙灣體育館，對面為荔枝角政府合署。

## 歷史意義
1999年12月26日，臨時區域市政局及臨時市政局於體育館門外埋下「文物時間囊」，並表示會封存至二十年後開啟，作為兩個文康市政局千禧慶祝活動之一。不過，2020年末時任美孚北區議員李俊晞指，該時間囊在康文署稱不對外公佈後突然被掘起，至今仍然未公開當年嘉賓和議員所儲存的物品。於該處擺放時間囊的原因，是該地屬當時臨時區域市政局及臨時市政局轄區的交界點，亦即表示此地毗鄰新界和九龍的分界。事實上，埋下時間囊的距離與當時新界葵青區的舊邊界（景荔徑、荔景山路、荔灣道之交界點）只有約100米。

## 場內設施及設備
- 1個可提供2個籃球場或2個排球場或8個羽毛球場的多用途主場
- 1個面積約89平方米的舞蹈室
- 1個多用途活動室，可作壁球或乒乓球活動
- 1個壁球或乒乓球室
- 2個乒乓球室

## 開放時間
體育館於每日07:00-23:00開放（定期保養日除外；定期保養日為每月第1及第3個星期一的07:00-15:00）。

## 用途
2009年東亞運動會舉重比賽於此處舉行。民政事務局局長曾德成於8月3日「2014全民運動日」到荔枝角公園體育館參與分享運動的樂趣和好處的活動。部分學界比賽，如第十四屆全港小學區際羽毛球比賽，亦於該體育館進行。

## 外部連結
- 康樂及文化事務署：荔枝角公園體育館 （页面存档备份，存于）